# Dvorníky-Včeláre
Dvorníky-Včeláre (ungarisch Méhészudvarnok) ist eine kleine Gemeinde im Osten der Slowakei mit 543 Einwohnern (Stand 31. Dezember 2024). Sie liegt im Okres Košice-okolie, einem Teil des Košický kraj.

## Geografie
Die 13,63 km² große Doppelgemeinde Dvorníky-Včeláre liegt im breiten Tal der Turňa im äußersten Südwesten des Okres Košice-okolie. Im Norden der Gemeinde reicht der Slowakische Karst an das Turňatal heran, im Süden bildet ein langer und schmaler Bergsporn als Ausläufer des Aggtelek-Karstes die Grenze zu Ungarn. Während der vornehmlich landwirtschaftlich genutzte Talboden etwa 200 m über dem Meer liegt, erreicht der bewaldete Höhenzug an der ungarischen Grenze 440 m, die ebenfalls bewaldeten Ausläufer des Slowakischen Karstes im Nordwesten überschreiten knapp die 600-m-Höhenlinie. Dvorníky, das größere der beiden Dörfer liegt im Norden, das kleinere Včeláre im Südwesten des Gemeindeareales. Unmittelbar südlich von Včeláre türmt sich die über 100 m hohe Steilwand eines Kalksteinbruches auf; westlich von Dvorníky erhebt sich die markante Bergkuppe des Zemné hradisko.
Nachbargemeinden von Dvorníky-Včeláre sind Zádiel im Norden, Turňa nad Bodvou im Osten, Hosťovce im Südosten, Hidvégardó (Ungarn) im Süden, Tornanádaska (Ungarn) im Südwesten, Hrhov im Westen sowie Bôrka im Nordwesten.

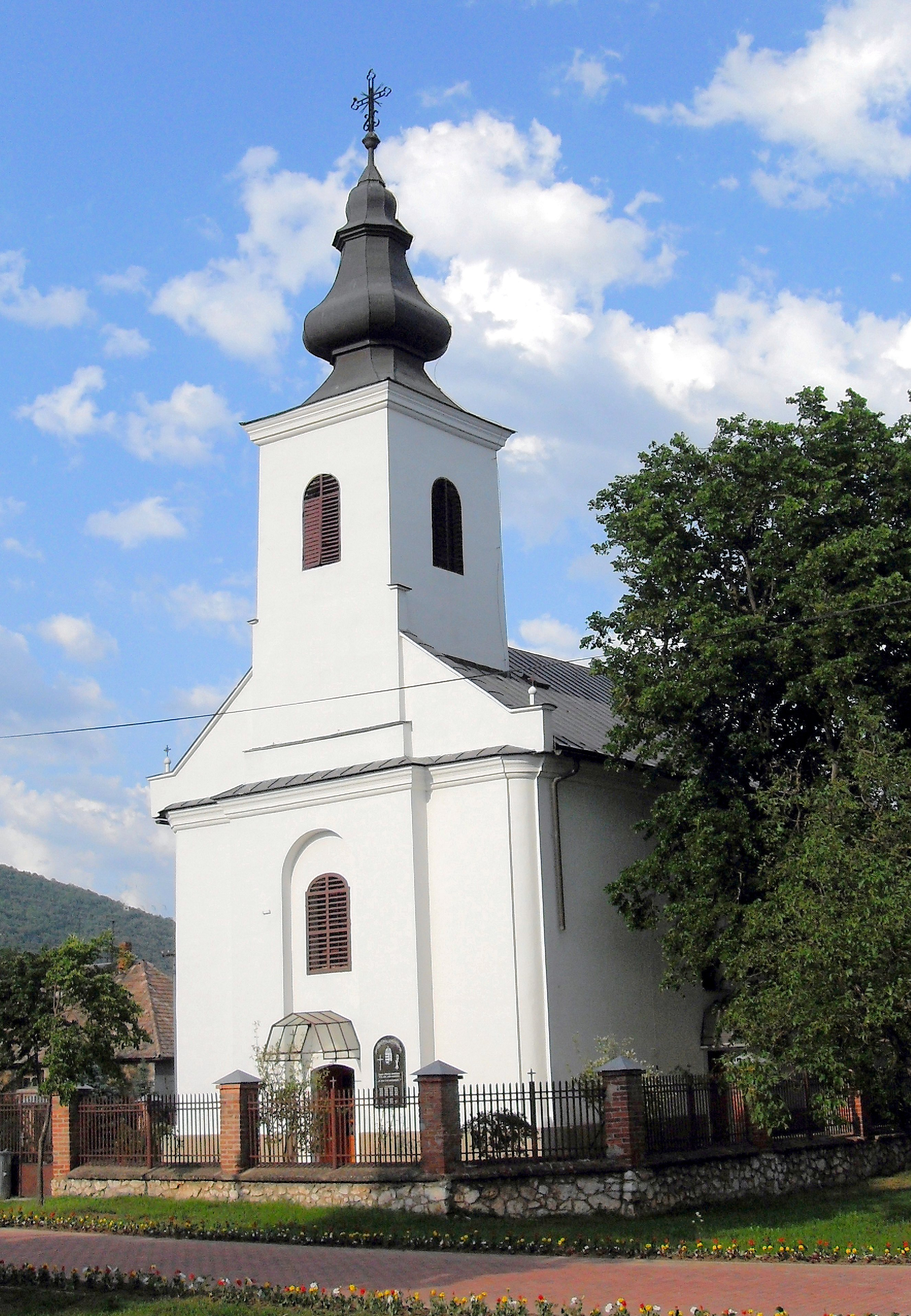
Kreuzerhöhungskirche in Dvorníky

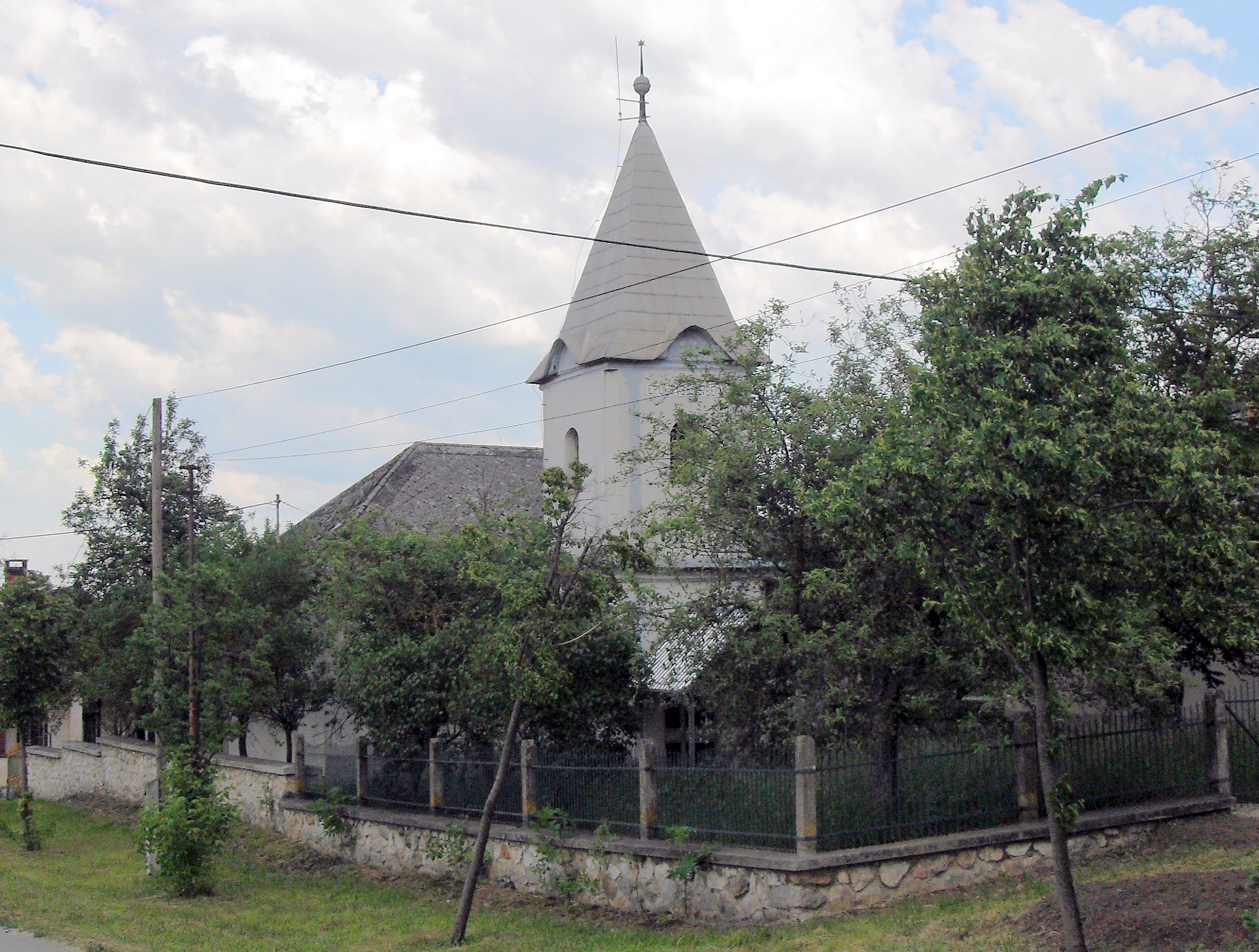
Reformierte Kirche Včeláre

## Geschichte
Die Gemeinde in ihrer heutigen Form ist noch relativ jung. Sie entstand erst 1990 aus der seit 1964 bestehenden Gemeinde Zádielske Dvorníky, als das Dorf Zádiel aus der Gemeinde herausgelöst wurde und seither wieder eine eigenständige Gemeinde ist.

### Dvorníky
Dvorníky  wurde zum ersten Mal 1314 als Udvarniky urkundlich erwähnt. Funde von Keramikscherben im Gebiet um Dvorníky belegen aber, dass dort schon in der Jungsteinzeit gesiedelt wurde. Ab der zweiten Hälfte des 13. Jahrhunderts waren die Bewohner Dvorníkys und anderer umliegender Dörfer Untertanen der Herren der Burg Tornau (Gemeinde Turňa nad Bodvou). 
1567 zählte man zehn ungarischsprachige Bauern- und Winzerfamilien, 1828 hatte Dvorníky bereits 89 Häuser.

### Včeláre

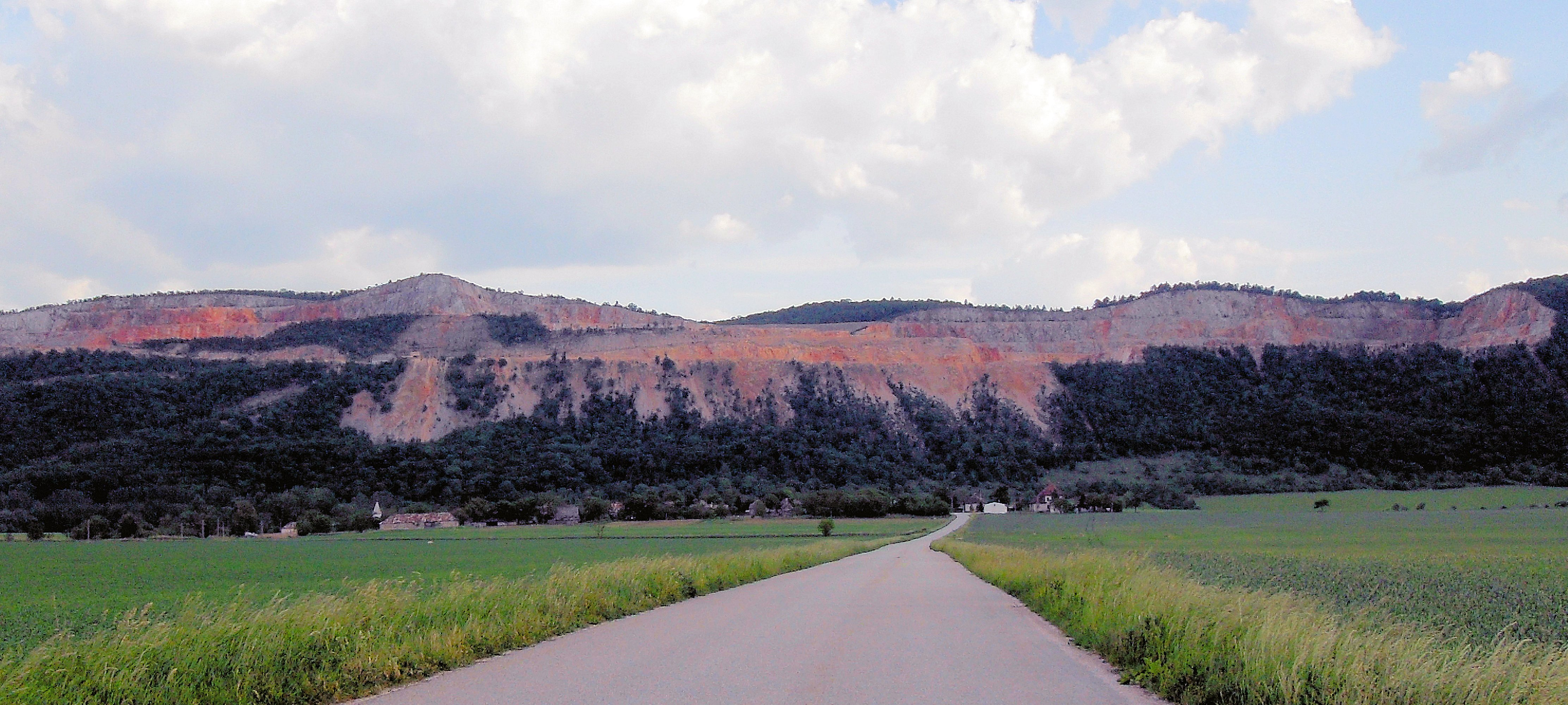
Blick von Norden auf das Dorf Včeláre und die Steilwand des Kalksteinbruches

Včeláre  wurde erstmals 1345 als Mehes (ungarisch für Imker) urkundlich erwähnt und war schon damals vorwiegend von Ungarn besiedelt. Vom 14. bis 16. Jahrhundert war das Dorf im Besitz von in der Umgebung ansässigen Adelsfamilien. 1598 zählte man sechs Bauernhäuser, 1828 waren es 25 Häuser.
Nach dem Ersten Wiener Schiedsspruch gehörten auch Dvorníky und Včeláre von 1938 bis 1945 zum ungarischen Komitat Abaúj.

## Bevölkerung
| Jahr                | 1994 | 2004    | 2014    | 2024     |
| ------------------- | ---- | ------- | ------- | -------- |
| Anzahl der Personen | 427  | 438     | 474     | 543      |
| Unterschied         |      | +2,57 % | +8,21 % | +14,55 % |

| Jahr                | 2023 | 2024    |
| ------------------- | ---- | ------- |
| Anzahl der Personen | 535  | 543     |
| Unterschied         |      | +1,49 % |

Nach den Ergebnissen der Volkszählung 2001 lebten in Dvorníky-Včeláre 445 Einwohner, davon 68,1 % Ungarn und 31,5 % Slowaken. 80,1 % der Bewohner bekannten sich zur römisch-katholischen Kirche.

## Sehenswürdigkeiten
- Kreuzerhöhungskirche (kostol povýšenia Svätého kríža) in Dvorníky aus dem Jahr 1801
- Kapelle der Kreuzigung Christi (kaplnka Ukrižovania kríža) in Dvorníky
- Reformierte Kirche in Včeláre aus dem Jahr 1792
- Herrenhaus in Dvorníky

## Wirtschaft und Infrastruktur
Die Gemeinde hat ihren ländlichen Charakter bewahrt. Die Bewohner arbeiten in der Landwirtschaft, im Dienstleistungssektor oder pendeln in nahegelegene Industriebetriebe. Im Dorf gibt es ein Lebensmittelgeschäft, eine Bibliothek, einen Kindergarten und eine Grundschule. Größter Arbeitgeber in der Gemeinde ist aber ein Baustoff-Unternehmen, das zu Beginn der 1960er Jahre im Südosten des Gemeindegebietes errichtet wurde. Seine Türme, Silos, Halden und Förderbänder sind kilometerweit zu sehen. Zur Produktpalette des Unternehmens gehören bis heute Zement, Beton-Fertigteile und Mischungen für den Straßenbau. Der Betrieb bot die Voraussetzungen für den Aufbau der Ostslowakischen Stahlwerke (Východoslovenské železiarne, heute U. S. Steel Košice). Als dort 1965 der erste Hochofen angeblasen wurde, entstanden aus den Fertigteilen des Baustoffbetriebes auch die Plattenbauten der Arbeiterstadt Šaca nahe dem Stahlwerk. Grundstoff für die Produktion ist Kalksandstein, der unter anderem im unmittelbar südlich von Včeláre gelegenen Steinbruch abgebaut wird.

### Verkehrsanbindung
Das in West-Ost-Richtung verlaufende Turňatal war seit jeher prädestiniert für die Anlage überregional bedeutender Verkehrswege von und nach Košice. So verlaufen durch das Gebiet der Gemeinde Dvorníky-Včeláre die Fernstraße 50 (hier auch Teil der Europastraße 58) von Košice über Rožňava nach Bratislava sowie die Bahnstrecke Košice-Barca–Rožňava.

## Belege
1. ↑  Hustota obyvateľstva - obce [om7014rr_obc=AREAS_SK, v_om7014rr_ukaz=Rozloha (Štvorcový meter)]. Statistical Office of the Slovak Republic, 31. März 2025, abgerufen am 31. März 2025 (slowakisch).
2. ↑  Počet obyvateľov podľa pohlavia - obce (ročne) [om7101rr_obce=AREAS_SK]. Statistical Office of the Slovak Republic, 31. März 2025, abgerufen am 31. März 2025 (slowakisch).
3. 1 2  Počet obyvateľov podľa pohlavia - obce (ročne) [om7101rr_obce=AREAS_SK]. Statistical Office of the Slovak Republic, 31. März 2025, abgerufen am 31. März 2025 (slowakisch).
4. ↑  Statistische Daten auf statistics.sk/mosmis (Seite nicht mehr abrufbar, festgestellt im April 2018. Suche in Webarchiven)  Info: Der Link wurde automatisch als defekt markiert. Bitte prüfe den Link gemäß Anleitung und entferne dann diesen Hinweis. (slowakisch)